# Nymphon bullatum
Nymphon bullatum är en havsspindelart som beskrevs av Stock, J.H. 1992. Nymphon bullatum ingår i släktet Nymphon och familjen Nymphonidae. Inga underarter finns listade i Catalogue of Life.